# Joey Tribbiani
Joseph „Joey“ Francis Tribbiani, Jr. (* 1968) je jedna z hlavních postav amerického televizního seriálu Přátelé a ústřední postava v sitcomu Joey (2004–2006). Hraje ho Matt LeBlanc. Do češtiny ho daboval Petr Rychlý.
Dlouhou dobu byl spolubydlícím Chandlera Binga, později bydlel s Rachel Greenovou, mezitím se Joey od Chandlera jednou na krátko odstěhoval. Chandler si k sobě po Joeyho odchodu přistěhoval šíleného spolubydlícího Eddieho. Joey a Chandler vyhráli v sázce byt Moniky a Rachel a nějakou dobu v něm i bydleli. V osmé a deváté sérii byl Joey do Rachel i zamilovaný a na dovolené na Barbadosu se dali dohromady. Kvůli Rossovi se ale nakonec rozhodli zůstat jen přáteli.
Je hercem v seriálu Tak jde čas (v seriálu je však označován jako Dny našeho života podle původního anglického názvu Days of Our Lives), miluje pizzu a sendviče. Jeho myšlenkové pochody jsou velice pomalé. Pochází z italské rodiny, má sedm sester. Mezi známé patří jeho balicí fráze "How you doin'?" (česky: "Jak to 'de?"). Joey je téměř nenapravitelný sukničkář. Jako jediný zpočátku věděl o Chandlerově a Moničině vztahu. Nemá vysokou ani střední školu. Požádal Rachel o ruku a ona řekla "ne", ale potom si myslela, že to Joey zkouší znovu a řekla "ano". Joey se kvůli tomu pohádal s Rossem. Joey krátce chodil s Phoebeinou sestrou Uršulou.